# Dolmen La Pierre Tournante (Tavers)

Dolmen im Département Loiret

Der Dolmen La Pierre Tournante (deutsch „der rotierende Stein“ – auch Dolmen Feularde genannt) ist ein Dolmen in der Nähe des Weilers Vau bei Tavers im äußersten Westen des Département Loiret an der Grenze zum Département Loir-et-Cher in Frankreich. Dolmen ist in Frankreich der Oberbegriff für neolithische Megalithanlagen aller Art (siehe: Französische Nomenklatur).

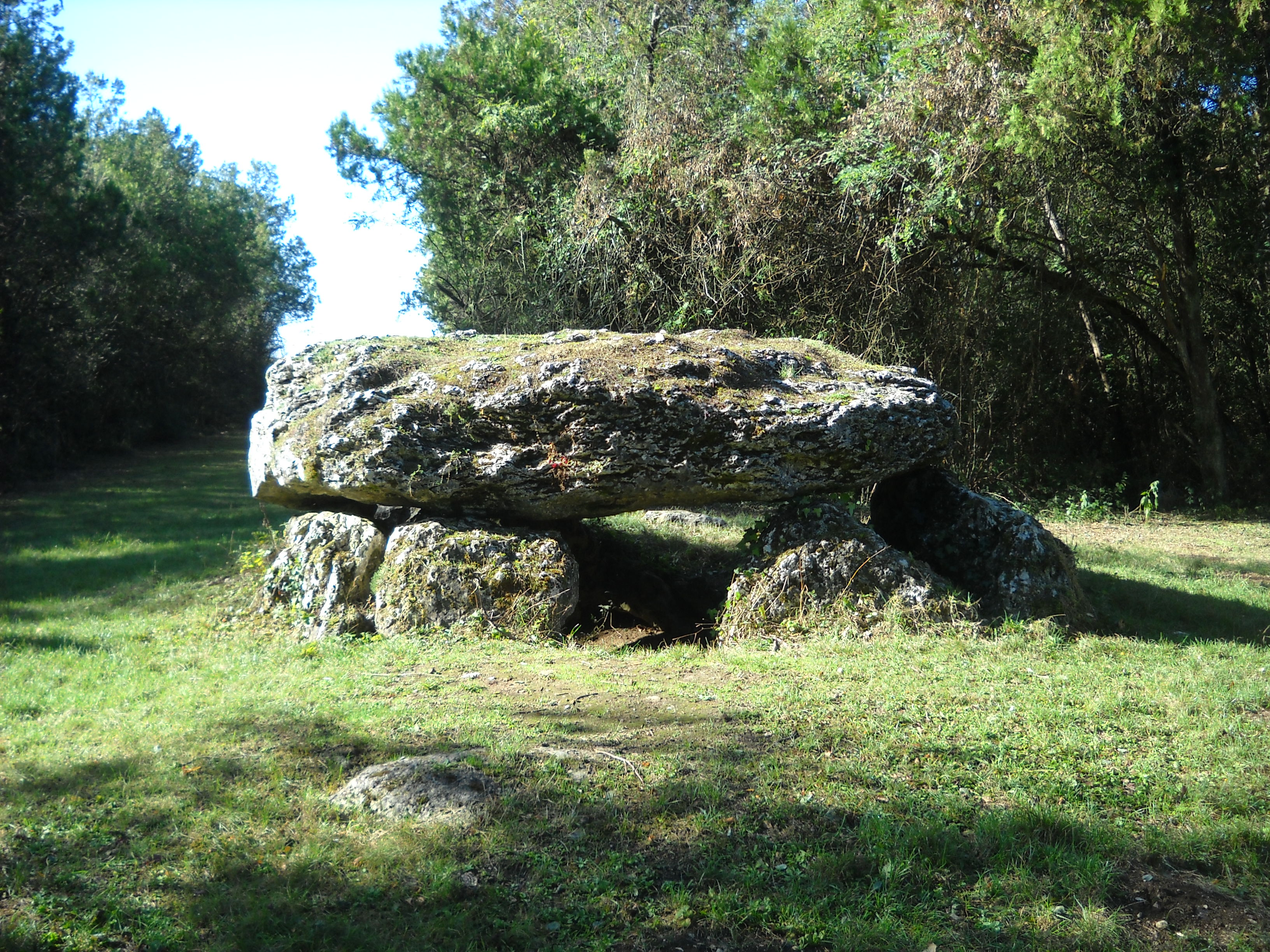
Dolmen La Pierre Tournante

Sein etwa 50 cm dicker Deckstein misst etwa 4,0 × 4,0 Metern und wird von vielen niedrigen Tragsteinen gestützt. 
Er wurde 1948 als Monument historique klassifiziert.
Entsprechend einer verbreiteten Legende dreht er sich einmal im Jahrhundert, am Heiligabend, zu Mitternacht und die Erde öffnet sich und offenbart einen großartigen Schatz.
Es gibt solche und ähnliche Legenden über Menhire dieses Namens im Département Eure (Pierre Tournante von Bosgouet und im Département Calvados (Pierre Tournante Livarot)) und den Dolmen La Pierre Tournante bei Nogent im Département Haute-Marne.
In der Nähe liegt der Dolmen Pierre du Vert-Galant.